# 全接觸空手道

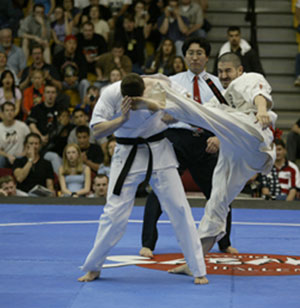

全接觸空手道（英語：Full contact karate），是一種空手道的類型統稱，凡是在進行對打（又稱組手）時，在規則上，允許進行全接觸（Full-contact），直接打擊對手，將直接擊倒對手視為勝利標準的空手道，都可稱為全接觸空手道。

## 概論
傳統的空手道，如松濤流，在對打比賽中，通常採用寸止的規則，也就是點到為止，不會對著對手做出直接攻擊。在極真會館興起後，採取全打擊制空手的規則，允許直接打擊對手身體，使全接觸空手道的規則開始流傳。
採用全接觸規則的空手道，常被稱為實戰空手。為了避免傷害，採用全接觸規則的空手道比賽，常會穿上防具，也被稱為防具空手，或硬式空手。